# Chenopodium berlandieri
Espèce
Classification phylogénétique
Le chénopode de Berlandier (Chenopodium berlandieri) est une espèce de plante annuelle de la famille des Chenopodiaceae selon la classification classique, ou des Amaranthaceae selon la classification phylogénétique. La plante est originaire d'Amérique du Nord, et naturalisée dans d'autres régions notamment d'Europe.
Bien que largement considérée aujourd'hui comme une mauvaise herbe, cette espèce est domestiquée comme pseudo-céréale en Amérique du Nord depuis la préhistoire, telle le quinoa en Amérique latine[pas clair]. Elle continue d'être cultivée au Mexique comme pseudo-céréale, comme légume-feuille, et pour ses pousses florifères.

## Description
Le chénopode de Berlandier peut atteindre une hauteur de 10 à 100 centimètres. C'est une plante de croissance relativement rapide. Son amplitude est de 0,6 à 1 mètre. Son système racinaire est pivotant.
Ses feuilles sont vert foncé, simples et alternes, de forme ovale, pétiolée avec un bord entier, à nervure pennée. La surface des feuilles est glabre.
Le chénopode de Berlandier est hermaphrodite. Sa floraison a lieu de juillet à septembre. Il présente des fleurs à six pétales de couleur verte criarde claire. Les fleurs s'organisent en épi.
À maturité, la plante produit des graines de couleur noire. La fructification a lieu en automne.

## Culture
Comme la plupart des chénopodes, il préfère un sol humide et une exposition ensoleillée à semi-ombragée. Le sol doit être limono-sableux ou limono-graveleux.
Il peut supporter les températures extrêmes (jusqu'à -29 °C).

## Utilisation
On peut consommer les feuilles et les extrémités des tiges, cuites comme celles de ses proches cousins, les épinards.
Les graines de ce chénopode peuvent aussi être cuites ou moulues en farine, mais faire attention à l'usage des herbicides qui ont tendance à s'accumuler dans les graines.